# Crack informàtic
Un crack informàtic és un pedaç, creat sense conèixer el codi font del programa, la finalitat del qual és la de modificar la conducta del programa original. Existeixen diverses finalitats per les que són creats.
L'acció de crackejar requereix un mínim coneixement de la forma en què el programa es protegeix. Per regla general, els programes tenen la protecció o activació per número de sèrie. Altres fan l'activació mitjançant estratagemes, en les quals utilitzen tècniques com ara el registre mitjançant un web, algun mecanisme físic (activació per maquinari) o per algun arxiu de registre. El crackeig de programari és una acció il·legal (llevat que es tracti de programari lliure) a pràcticament tot el món, ja que per aconseguir-lo cal utilitzar enginyeria inversa.